# Slaget ved Neva
Slaget ved Neva 1240 var en krigsbegivenhed, der fandt sted som led i de svenske korstog i Baltikum. Det bør nævnes, at korstoget ikke rettede sig mod en hedensk men mod en ortodoks befolkning.

## Baggrund
Birger Magnusson ledte 1238 eller 1239 det såkaldte andet korstog mod tavasterne i Finland, hvilket førte til undertrykkelse af tavasterne. Som led i områdets undertvingelse opførtes en borg ved navn Tavastehus.

## Slaget ved Neva 1240
Efter fremgangen mod tavasterne fortsatte svenskerne 1240 deres fremrykning mod øst, hvorved de oversked grænsen til områder, der hørte under Republikken Novgorod. Om de begivenheder, som her udspillede sig, findes intet omtalt i de svenske kilder, men russiske kilder beretter, at Alexander af Novgorod slog svenskerne på Nevas strand den 15. juli 1240.
Aleksandr havde allerede i 1239 organiseret sit forsvar og udsat vagtposter ved vejene fra Den Finske Bugts strande til Novgorod. Pelguse, som var leder af en finsk-ortodox stamme, advarede Aleksandr året efter om, at svenskerne var i færd med at stige i land ved Neva.
I henhold til helgenlegenden sagde Aleksandr til sine tropper før afrejsen mod svenskerne, at "Gud står ikke på styrkens, men på retfærdighedens, pravdas, side". Derefter marcherede man gennem sumpområder til Nevas udmunding og kom dertil om morgenen. Pelguse havde haft et mærkeligt syn lige inden: på Neva var en båd drevet ned mod havet, og i båden sås to ånder, som var kommet til Novgorods forsvar. De to russiske martyrhelgener Boris og Gleb med deres himmelske roere skulle bistå Aleksandr mod de indtrængende.
Svenskerne forventede ingen modstand, da man troede, at novgorodboerne var optaget af at slås mod mongolerne. En novgorodsk hjælpearmé af suzdalboer var ved denne tid blevet tilintetgjort af mongolhøvdingen Batus tropper. Derfor var Aleksandr udfald en overraskelse.
Det siges, at Birger Magnusson og mange af hans riddere skulle have befundet sig i et guldbroderet telt, mens den større del af armeen endnu ikke var nået at gå i land fra sine både. Under angrebet skal Birger være blevet såret af Aleksandr spyd og fortøjningerne til svenskernes både være hugget over, så pludselig bestyrtelse opstod blandt svenskerne i land og at de havde skyndt sig at flygte bort fra den angribende fjende.
Legenden om Aleksandr af Novgorod slutter beretningen med, at ærkeengle fløj ned fra himmelen og dræbte de svenske riddere, der var flygtet til Nevas modsatte bred.

## Usikkerhed om den svenske hærfører
I modsætning til helgenlegendens fremstilling om Alexander af Novgorod er det muligt, at Birger jarl i virkeligheden var rejst hjem til Östergötland allerede inden slaget ved Neva, efter som hans søn Valdemar blev født år 1239, hvilket indebærer, at Birger jarl må have avlet ham en gang i slutningen af 1238 eller begyndelsen af 1239, efter det andet korstog.
Sandsynligvis var det biskop Thomas af Åbo, der ledte de svenske soldater mod Republikken Novgorod. Nederlaget blev et personligt tilbageslag for biskoppen: fem år senere trådte han tilbage som biskop og indtrådte som broder i dominikanerklosteret i Visby. Inden slaget ved Neva var hans magt uindskrænket. Da kardinal Sinibaldo Fieschi besteg pavestolen under navnet Innocens IV i juni 1243, kom det frem at biskop Thomas havde forfalsket pavebreve og torteret en person, der var gået imod ham, til døde. Det sidstnævnte blev hans fald i 1245, men prestigetabet fra slaget gjorde nok også sit, og bispestolen blev tom frem til 1248, hvor Bero blev udset til ny biskop i Åbo. Samtidig åbnedes et dominikanerkloster i Åbo. Birger jarl var i Finland på denne tid og deltog sandsynligvis i biskopudnævnelsen og åbnede klosteret på kongens vegne. Kongen, Erik Eriksson, var skrøbelig og boede på Näs slot på Visingsö.